# Luka Snoj
Luka Snoj, slovenski košarkar, publicist in pravnik, * 16. marec 1990, Ljubljana, Slovenija.
Je pionir v košarki 3x3 in avtor prve mednarodne knjige o košarki 3x3.

## Življenje in delo
Luka Snoj je kot prvi evropski igralec zaigral v prvi profesionalni 3x3 košarkarski ligi na svetu. V svoji profesionalni karieri je odigral preko 500 tekem in bil nenehno uvrščen med najboljše košarkarje na Fibini 3x3 individualni svetovni lestvici. Po mednarodni košarkarski karieri se je posvetil treniranju, učenju in predajanju znanja košarkarskim trenerjem in igralcem po vsem svetu.
Snoj je bolje poznan kot avtor prve strokovne mednarodne knjige o košarki 3x3. V svoji knjigi 3x3 Basketball: Everything you need to know Snoj podrobneje in izčrpno predstavi razlike med tradicionalno košarko in košarko 3x3 ter opiše temeljno taktiko, strukturo igre, teorijo, terminologijo ter načela za uspešno igro. Poleg navedenega podrobno opiše tudi zgodovino 3x3 košarke - zakaj in kako je nastala ter kako se je ta šport razvijal. Opisuje tudi sistem tekmovanja, vključno s tem, kako so se pravila spremenila, in katere ekipe so bile najbolj uspešne v zadnjem desetletju. Na koncu Snoj predstavi statistično in analitično analizo športa. Zgodovinske in statistični podatke, uporabljeni v knjigi, ki javnosti prej niso bili znani, je Snoju posredovala organizacija FIBA. Po pridobitvi podatkov je Snoj opravil podrobno statistično analizo najboljših 3x3 ekip na svetu in primerjal učinkovitost 3x3 ekip z ekipami iz namočnejše košarkarske lige na svetu (NBA). Luka Snoj, po izobrazbi pravnik, je trikratni slovenski državni podprvak v košarki 3x3. 
V letu 2022 je Snoj kot trener vodil ekipo 3x3 Ljubljana Center do njenega prvega naslova državnega prvaka Slovenije v 3x3 v košarki.